# Quercegrossa
Quercegrossa ist ein Ortsteil (italienisch Frazione) von Castelnuovo Berardenga und Monteriggioni in der Provinz Siena, Region Toskana in Italien.

## Geografie

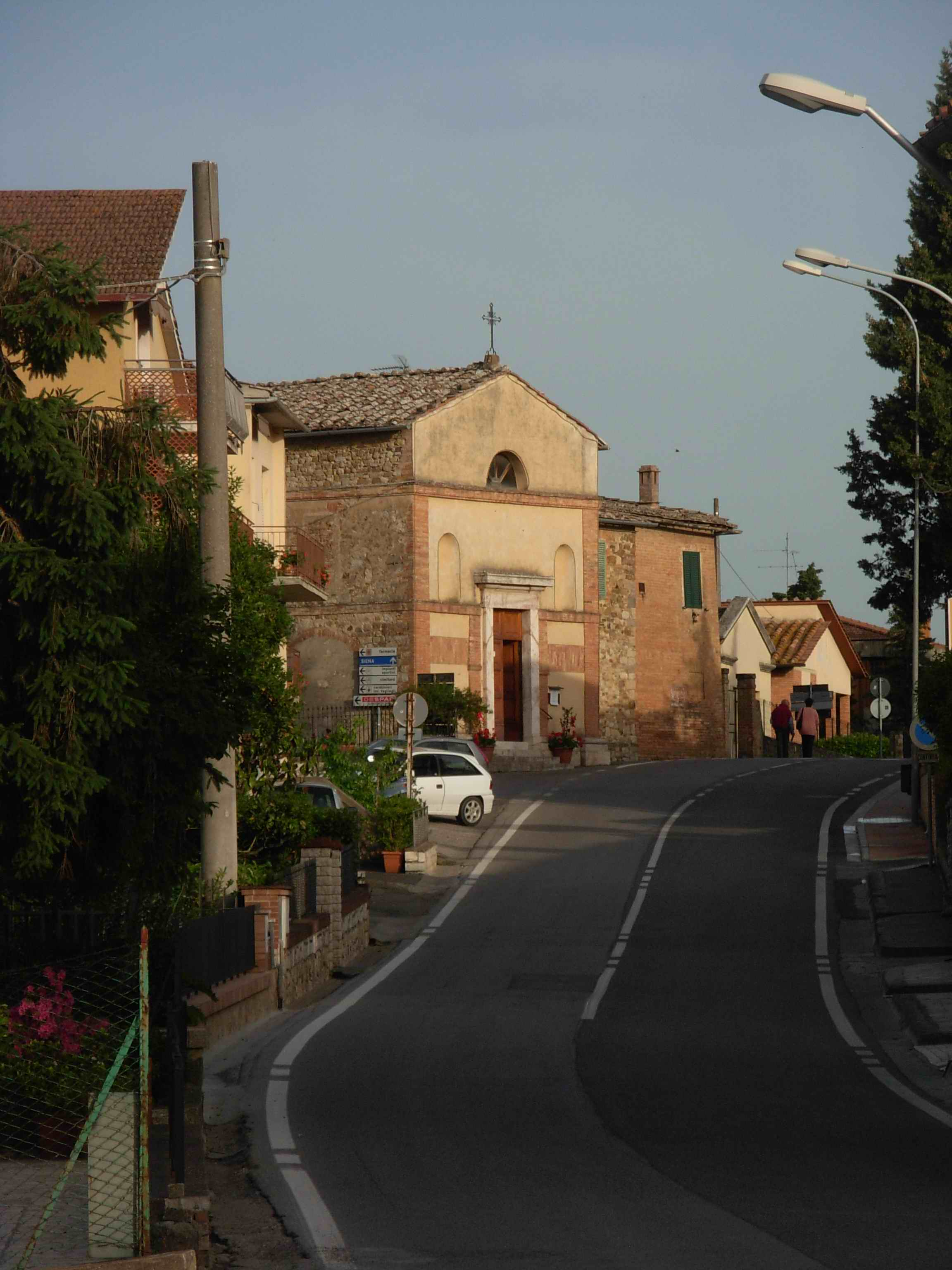
Die Via Chiantigiana teilt den Ort: Linksseitig Castelnuovo Berardenga, rechts Monteriggioni. Im Hintergrund die Chiesa dei Santi Giacomo e Niccolò

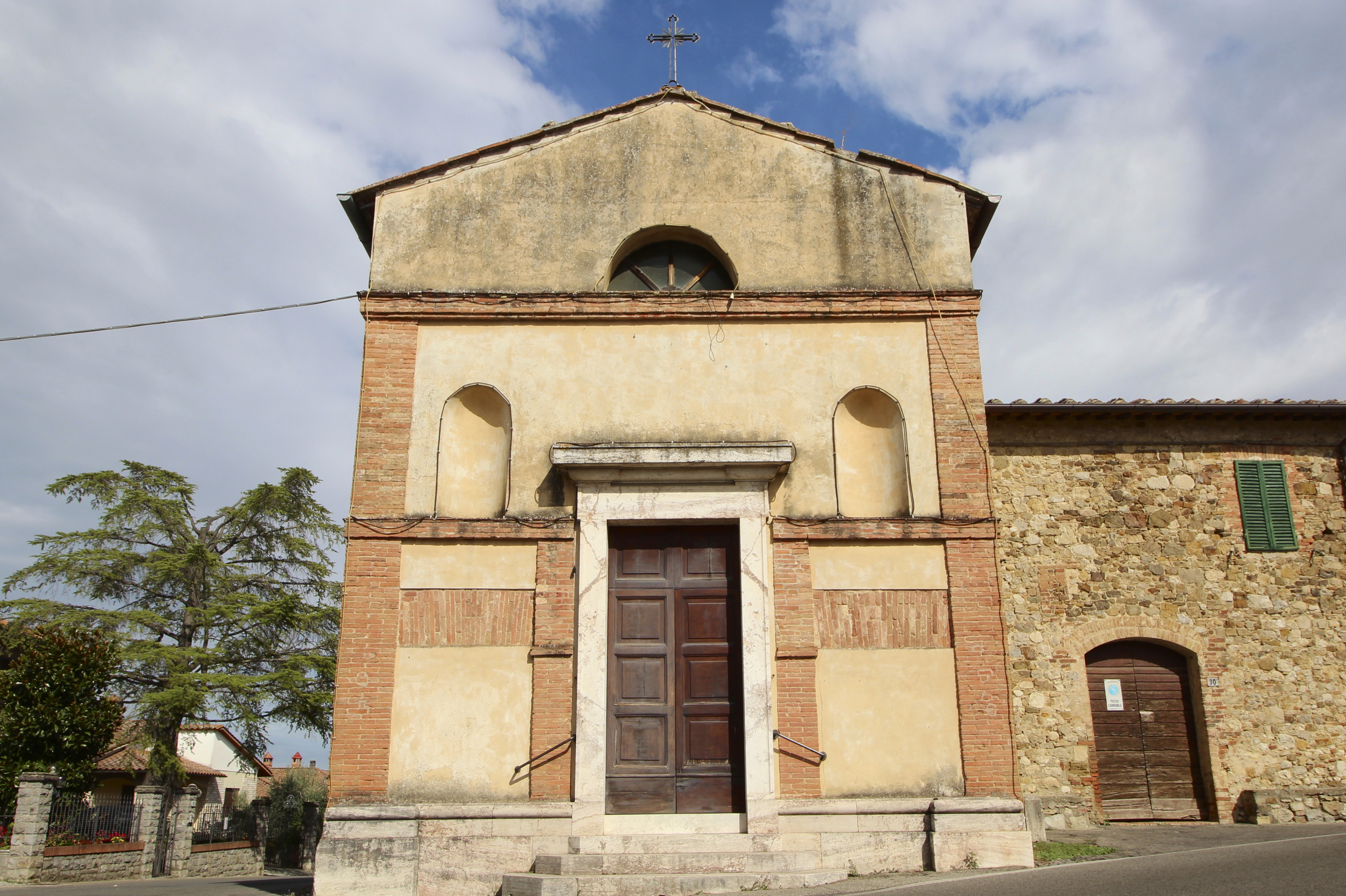
Die Kirche Chiesa dei Santi Giacomo e Niccolò

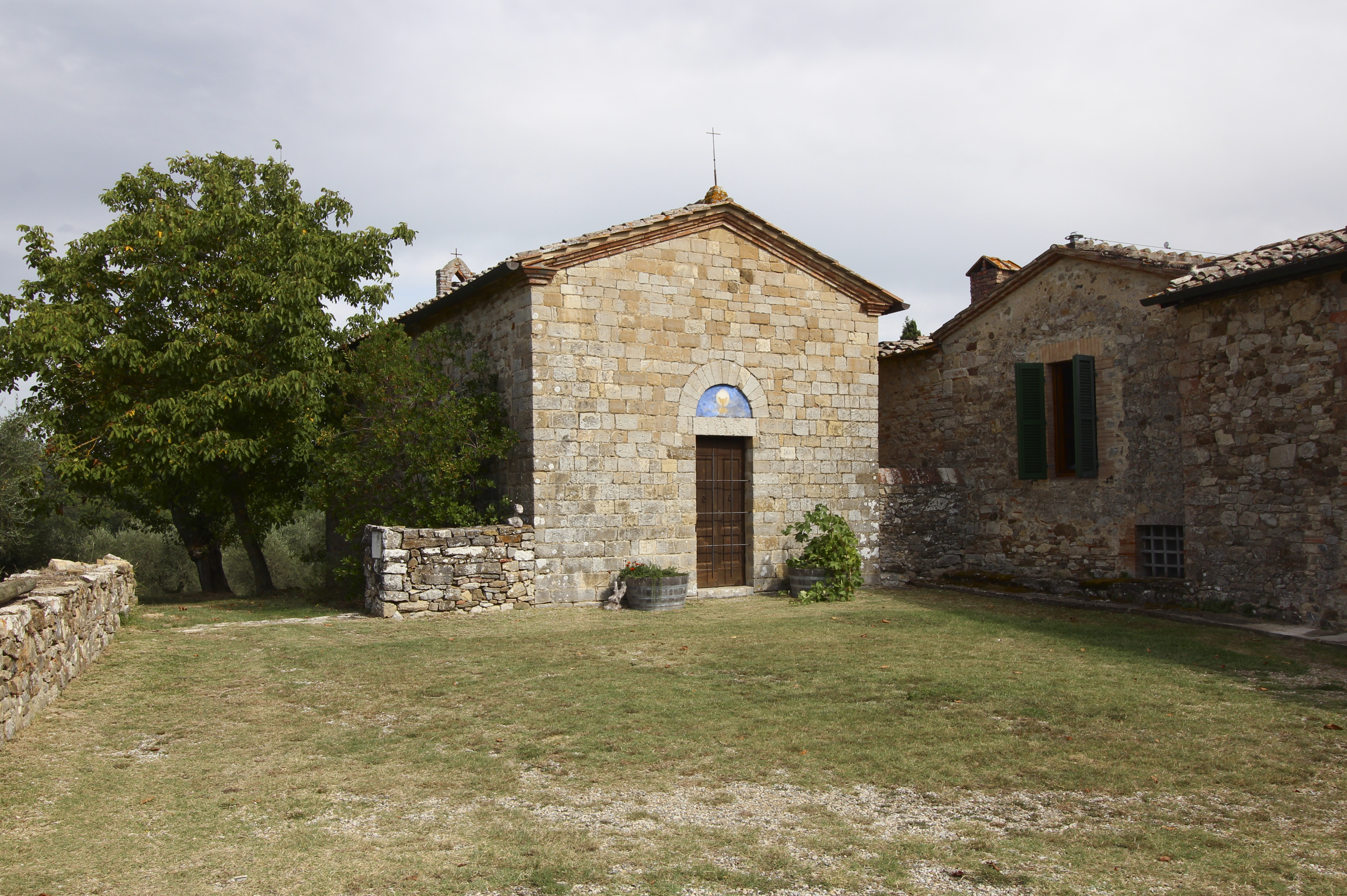
Die Kirche San Michele Arcangelo a Petroio

Quercegrossa ist gleichzeitig Teil der Gemeinde Castelnuovo Berardenga (östlich der Hauptstraße) und Monteriggioni (westlich der Hauptstraße). Diese Hauptstraße ist die SR/SS 222 (Strada Regionale oder Strada Statale, auch Via Chiantigiana genannt), die von Siena durch das Chianti-Gebiet nach Florenz führt. Quercegrossa liegt 8 km nördlich der Provinzhauptstadt Siena, 7 km westlich von Monteriggioni, 8 km südlich von Castellina in Chianti und 16 km nordwestlich von Castelnuovo Berardenga am Fluss Staggia. Die Regionalhauptstadt Florenz liegt ca. 40 km nördlich. Der Ort liegt bei 342 m. Quercegrossa ist der bevölkerungsreichste Ortsteil von Castelnuovo Berardenga. Die Postleitzahl ist 53019 und damit der von Castelnuovo Berardenga gleich.

## Geschichte
Quercegrossa (auch Quercia grossa, dt. Große Eiche, im Plural Große Eichen) wurde erstmals 1111 als Castello (Burg, auch Castello di Quercia grossa genannt) in den Urkunden des Klosters Monastero delle Trafisse erwähnt. Ab dem 13. Jahrhundert wurde der Ort für die Republik von Siena wichtig, die dort ihre Grenze zu der Republik von Florenz hatte und wurde von 1215 bis 1219 befestigt. 1232 wurde der Ort im Krieg zwischen den beiden Republiken von den Florentiner Truppen zerstört, aber umgehend von Siena wieder aufgebaut.

## Sehenswürdigkeiten
- Chiesa dei Santi Giacomo e Niccolò, romanische Kirche im Ortskern auf der Castelnovesischen Seite, die erstmals 1318 erwähnt wurde. Die Kirche wurde bei dem Erdbeben von 1798 stark beschädigt und danach wiedererrichtet. 1909 wurde der Campanile restauriert, 1957 die Kirche erweitert und restauriert. Enthält von Francesco di Giorgio das Werk Pietà (bemalte Terrakotta-Statuen aus dem 15. Jahrhundert), der hier wahrscheinlich mit Giacomo Cozzarelli zusammengearbeitet hat.[4]
- Chiesa di San Michele Arcangelo, auch San Michele a Petroio[3], Kirche kurz nördlich des Ortes in der Località Petroio, Gemeindegebiet von Castelnuovo Berardenga. Erstmals erwähnt wurde die Kirche in Dokumenten des Jahres 1074. Zunächst gehörte die Kirche zur Badia Fiorentina, ab der Grenzfestlegung zwischen Siena und Florenz 1203 dann zum Einflussgebiet von Siena. 2003–2004 wurde die Kirche restauriert. Die Kirche enthält noch heute den Fußboden aus der Zeit der Errichtung.[5]

## Söhne und Töchter von Quercegrossa
- Jacopo della Quercia (um 1374 od. 1367–1438), berühmter italienischer Bildhauer der Frührenaissance, Bruder von Priamo della Quercia
- Priamo della Quercia (um 1400–nach 1467), italienischer Maler der Frührenaissance, Bruder von Jacopo della Quercia